# Gipsy Fint
I Gipsy Fint sono un gruppo di cabaret-musicale ideato nel 1997 da Giuseppe Maiulli durante la trasmissione televisiva Mavacao, in onda sull'emittente privata campana Napoli Tv. Il gruppo venne proposto definitivamente nel 1998 nel corso della trasmissione Funikulì funikulà in onda sull'emittente campana Teleoggi-Canale 9.

## Storia

### Gli inizi
Il nome del gruppo fu ideato da Peppe Maiulli, fondato quindi dallo stesso, da Renato Rutigliano e da Bruno Lanza, che nel tempo si sono avvalsi della collaborazione di altri artisti o di semplici figuranti. Nei loro sketch utilizzano il napoletano come una sorta di esperanto, vestendosi con costumi tipici della tradizione messicana. Dopo le partecipazioni ai programmi televisivi campani, entrano a far parte del gruppo Daniele Napoleone e Gino Briglione, quest'ultimo interprete di numerosi film quali Mi manda Picone, 'O surdato 'nnammurato e Lo studente con Rutigliano come parte del duo I sergenti a sonagli.

### La popolarità con Mediaset
Nel 2000 Antonio Ricci ha affidato loro la realizzazione delle sigle di apertura del programma Estatissima Sprint, versione estiva di Paperissima Sprint, condotto da Roberta Lanfranchi e Raul Cremona.
Da Estatissima Sprint in poi sono frequentemente apparsi in programmi televisivi delle emittenti Mediaset. Dal 1999, chiamati da Maurizio Costanzo, partecipano a 4 stagioni di Buona Domenica su Canale 5, e proprio Costanzo decreta il successo della loro canzone Allora si' scemo.
Nel 2003 interpretano la colonna sonora del film La repubblica di San Gennaro di Gianfelice Imparato con Carlo Giuffré e Lucrezia Lante della Rovere. Nel film partecipano anche in veste di attori interpretando loro stessi. 
Nello stesso anno partecipano al Festival di Napoli, con la canzone 'E Sorde (I Soldi)
Tre anni dopo, nel 2006 partecipano interpretando sempre loro stessi, nel film Parentesi Tonde con Raffaella Lecciso, Éva Henger e Giucas Casella
Nel 2009 portano a teatro il loro primo spettacolo cab-musicale intitolato "Solo gli uccelli cantano gratis" . Nel 2013 entrano a far parte del gruppo Ernesto Cataldo e Jo Napoli. Nel 2016 reiterano il successo del primo spettacolo con il sequel  "Neanche gli uccelli cantano gratis"

## Formazione

### Formazione attuale
- Peppe Maiulli (ideatore, fondatore e leader storico)– voce, chitarra, tastiera, autore musiche(1997-presente)
- Bruno Lanza (co-fondatore)  – voce, autore testi (1997-presente)
- Ernesto Cataldo – cori (2013-presente)
- Giovanni "Jo Napoli" Napolitano – cori (2013-presente)

### Ex componenti del gruppo
- Gino Briglione – tromba, voce
- Renato Rutigliano (1997-2001) – voce
- Giuseppe "Geppy" Bombace – voce
- Daniele Napoleone – cori
- Antonello Rondi – voce
- Francesco Calabrese – voce

## Discografia

### Album in studio
- 1999 - Funikulì funikulà[4]
- 2000 - Mambo p'a Capa[5]
- 2005 - Allora 'si scemo[6]
- 2016 - VeCano (Inpsy Fint)